# NGC 1739
NGC 1739 is een spiraalvormig sterrenstelsel in het sterrenbeeld Haas. Het hemelobject werd in 1886 ontdekt door de Amerikaanse astronoom Ormond Stone.

## Synoniemen
- PGC 16586
- ESO 552-50
- MCG -3-13-55